# Gossip Girl (série télévisée, 2021)
Pour les articles homonymes, voir Gossip Girl.
Cet article concerne la suite télévisée de 2021. Pour la première série de 2007, voir Gossip Girl (série télévisée, 2007).
Gossip Girl (2007)
Gossip Girl, ou Gossip Girl : Nouvelle génération sur certaines chaînes, est une série télévisée américaine en 22 épisodes d'environ 56 à 59 minutes, développée par Joshua Safran et diffusée entre 8 juillet 2021 et le 26 janvier 2023 sur le service HBO Max.
Il s'agit d'une suite de la série télévisée du même titre, diffusée entre 2007 et 2012 sur The CW, elle-même adaptée de la série littéraire de la romancière Cecily von Ziegesar. Mettant en scène une nouvelle génération, cette suite prend place plusieurs années après la fin de la série originale.
Au Canada et au Québec, elle a été diffusée en simultanée sur Crave en version originale et à partir du 9 juillet 2021 sur Super Écran en version française,. En France, en Suisse et en Belgique, elle a été diffusée à partir du 23 novembre 2021 sur Warner TV et rediffusée à partir du 15 juillet 2022 sur le service MyTF1 Max et en clair sur TFX à partir du 9 septembre 2022.

## Synopsis
Pendant plusieurs années, Dan Humphrey révélait les secrets des adolescents privilégiés de l'Upper East Side sur un blog sous le pseudonyme de Gossip Girl. Après avoir dévoilé son identité, le blog a cessé d'exister.
Huit ans après, internet et New York ont énormément changé et une nouvelle génération règne sur le quartier, notamment un petit groupe d'amis dirigé par la jeune influenceuse Julien Calloway. Son entourage est composé d'Obie Bergmann IV, un activiste qui tente d'utiliser son immense richesse pour améliorer la ville ; Luna La et Monet De Haan, qui l'aident dans sa carrière ; ainsi qu'Audrey Hope et Akeno Menzies, un couple depuis l'enfance dont la relation est chamboulée par leurs attirance mutuelle pour un autre membre du groupe, Max Wolfe. Cette rentrée marque également l'arrivée en ville de Zoya Lott, la demi-sœur de Julien, qui est issue d'un milieu plus modeste.
Julien et ses amis font la loi à Constance Billard et St Jude, leurs écoles privées. Mais quand Kate Keller, une professeure, fait la découverte de l'ancien blog de Dan Humphrey, elle y voit un moyen de donner une leçon à ses élèves. Kate décide donc de relancer Gossip Girl via Instagram. Cette nouvelle génération commence alors à voir leurs vies privées dévoilées au public à l'image de la précédente.

## Distribution

### Acteurs principaux
- Jordan Alexander (VF : Fily Keita) : Julien Calloway alias JC.
- Whitney Peak (VF : Emmylou Homs) : Zoya Lott alias « Petite Z ».
- Tavi Gevinson (VF : Noémie Orphelin) : Kate Keller
- Eli Brown (VF : Alexis Gilot) : Otto « Obie » Bergmann IV alias « Noble O ».
- Thomas Doherty (VF : Jim Redler) : Maximus « Max » Wolfe
- Emily Alyn Lind (VF : Zina Khakhoulia) : Audrey Hope
- Evan Mock (VF : Martin Faliu) : Akeno « Aki » Menzies
- Johnathan Fernandez (VF : Serge Faliu) : Nicholas « Nick » Lott
- Adam Chanler-Berat (en) (VF : Jérémy Prévost) : Jordan Glassberg
- Zión Moreno (VF : Rebecca Benhamour) : Luna La
- Savannah Lee Smith (VF : Camille Gondard) : Monet de Hann
- Jason Gotay (VF : Stéphane Fourreau) : Rafa Caparros (saison 1)[note 1]
- Todd Almond (VF : Mathias Kozlowski) : Gideon Wolfe[note 2]
- Laura Benanti (VF : Laurence Dourlens) : Katherine « Kiki » Hope[note 3]
- Grace Duah (VF : Vanessa Van-Geneugden) : Shan Barnes (saison 2 - invitée saison 1)
- Megan Ferguson (VF : Magali Rosenzweig) : Wendy Fineman-Walsh (saison 2 - récurrente saison 1)

Sans être créditée dans la distribution principale ou récurrente, Kristen Bell prête sa voix à « Gossip Girl », reprenant le rôle qu'elle tenait déjà dans la série originale, et est présente dans l'intégralité des épisodes en tant que narratrice. En version française, elle est doublée par Chloé Berthier, comme dans la première série.

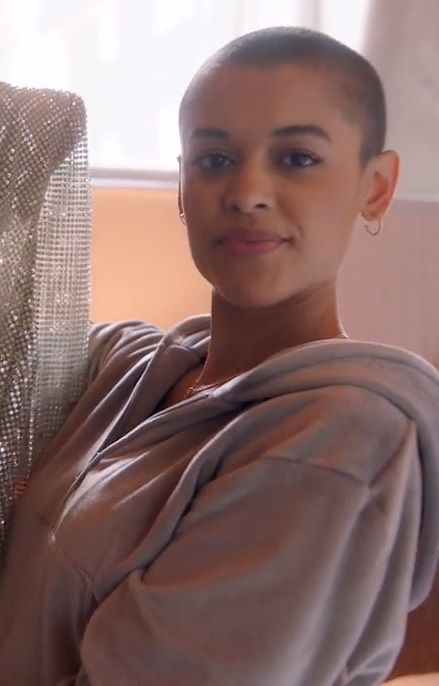
Jordan Alexander interprète Julien.
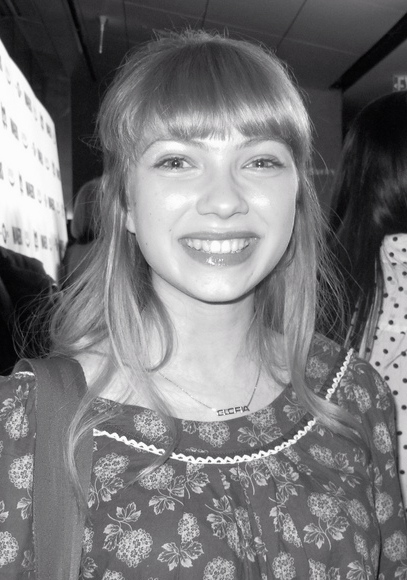
Tavi Gevinson interprète Kate.
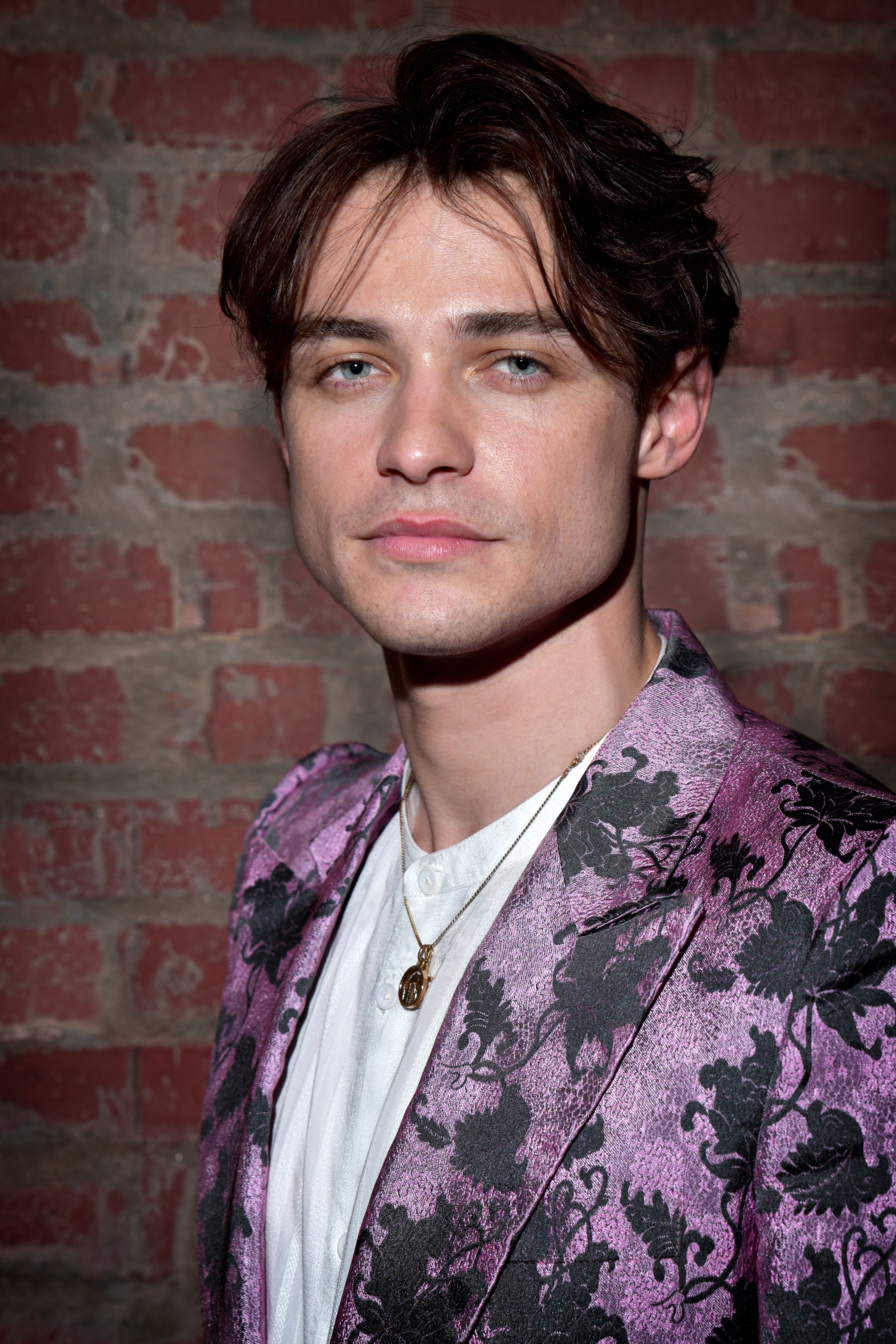
Thomas Doherty interprète Max.
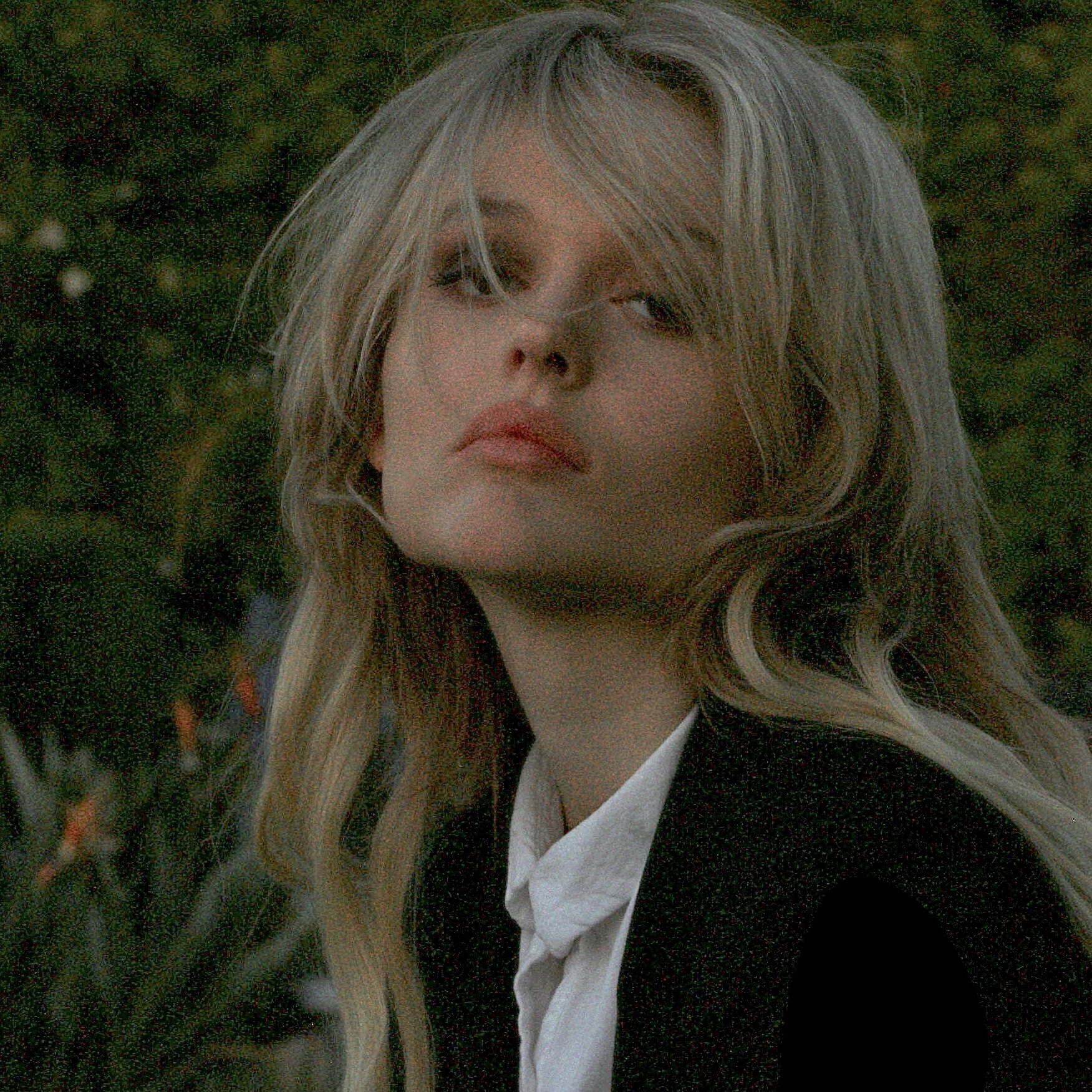
Emily Alyn Lind interprète Audrey.
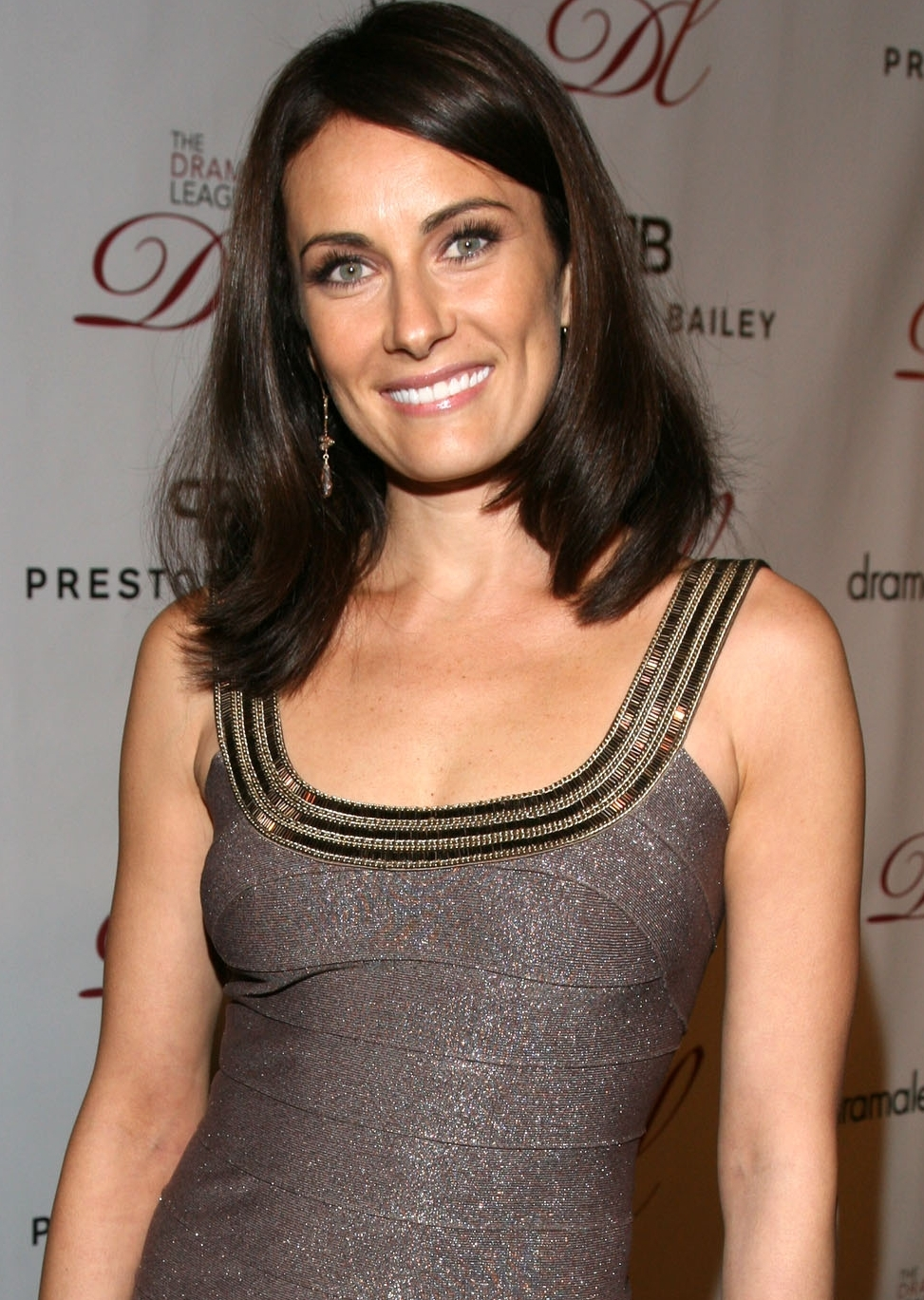
Laura Benanti interprète Kiki.
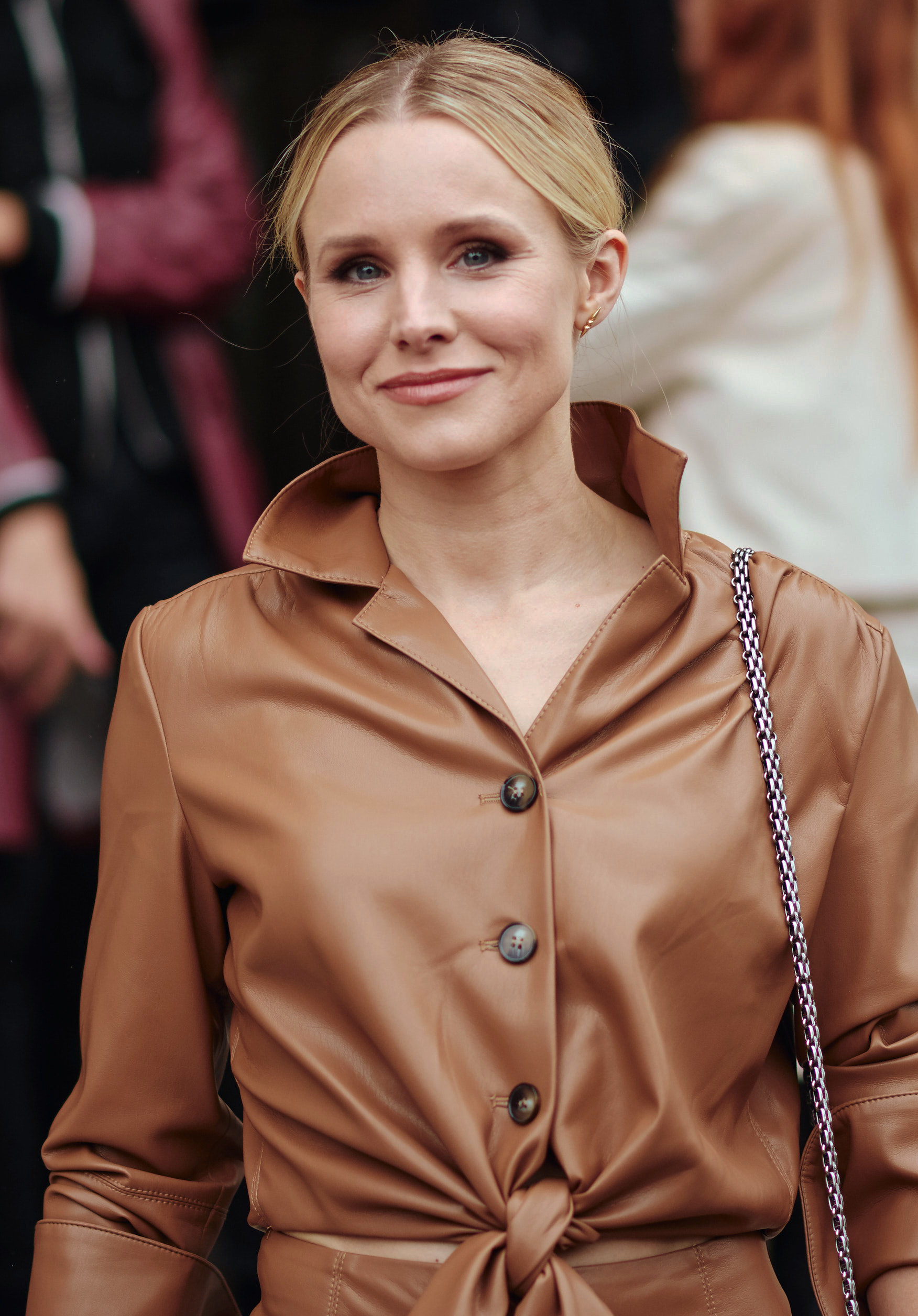
Kristen Bell double « Gossip Girl ».

### Acteurs récurrents
- John Benjamin Hickey (VF : Philippe Vincent) : Roy Sachs (saison 1 - invité saison 2)
- Carla Hall : Rocky
- Donna Murphy (VF : Pauline Larrieu) : Vivian Burton
- Luke Kirby (VF : Emmanuel Curtil) : Davis Calloway (saison 1 - invité saison 2)
- Elizabeth Lail (VF : Myrtille Bakouche) : Lola Morgan (saison 1)
- Ella Rubin (VF : Mathilda Dieutre) : Bianca Breer (saison 2 - invitée saison 1)
- Katherine Reis (VF : Melissa Berard) : Pippa Sykes (saison 2 - invitée saison 1)
- Lyne Renée (VF : Juliette Degenne) : Helena Bergmann (saison 2 - invitée saison 1)
- Malcolm McDowell (VF : Féodor Atkine) : Roger Menzies
- Edmund Donovan (VF : Alexis Tomassian) : Scott Kovacs
- Angelic Zambrana : Tati
- Cole Doman (VF : Yohann Lévy) : Rex Huntington
- Kathryn Gallagher (VF : Laëtitia Lefebvre) : Heidi Bergmann
- Amanda Warren (VF : Pascale Vital) : Camille de Haan (saison 2 - invitée saison 1)
- Brennan Gomillion : Harris (saison 2 - invité saison 1)
- Anna van Patten (VF : Ingrid Donnadieu) : Grace Byron (saison 2 - invitée saison 1)
- Pico Alexander : Mike Shubin (saison 2)
- Rick Worthy : Greyson de Haan (saison 2)
- Jarvis Tomdio : Graham (saison 2)

### Invités
- Jeremy O. Harris (VF : Xavier Couleau) : lui-même (saison 1)
- Princess Nokia : elle-même (saison 1)
- Billy Porter : lui-même (saison 1)
- Marc Shaiman : lui-même (saison 1)
- Hettienne Park : Jodie Menzies (saison 1)
- Lucy Punch : Saskia Bates (saison 1)
- Elizabeth Stanley : Charlotte Byron (saison 2)
- Charli XCX : elle-même (saison 2)
- Andy Cohen : lui-même (saison 2)
- Lukas Gage : lui-même (saison 2)
- LaChanze : Mimi (saison 2)

### Invités deGossip Girl(2007)
- Azhy Robertson (VF : Pauline Ziadé) : Milo Sparks (saison 1, épisode 4)[note 4]
- Yin Chang (VF : Anouck Haubois) : Nelly Yuki (saison 1, épisode 5 et saison 2, épisode 6)
- Zuzanna Szadkowski (VF : Dorothée Jemma) : Dorota Kishlovsky (saison 1, épisode 10)
- Wallace Shawn (VF : Patrice Dozier) : Cyrus Rose (saison 1, épisode 10)
- Margaret Colin (VF : Annie Sinigalia) : Eleanor Waldorf-Rose (saison 1, épisode 10 et saison 2, épisode 7)
- Aaron Schwartz (VF : Jérôme Berthoud) : Vanya (saison 1, épisode 10)
- Michelle Trachtenberg (VF : Chantal Macé) : Georgina Sparks (saison 2, épisodes 6 et 7)
- Matt Doyle (en) : Jonathan Whitney (saison 2, épisode 10)

Version française
- Adaptation des dialogues : Stéphanie Ponchon

 Source et légende : version française (VF) sur RS Doublage et le carton de doublage en fin d'épisode sur Super Écran.

## Production

### Développement
En juillet 2019, l'entreprise WarnerMedia passe la commande d'une première saison de 12 épisodes pour un reboot de la série télévisée Gossip Girl. Quelques jours plus tard, Josh Schwartz dévoile que la série ne sera pas un reboot mais une suite de la série originale, se déroulant donc dans la même continuité mais avec une nouvelle génération de personnages.
En mai 2020, WarnerMedia annonce que le lancement de la série, prévu en 2020, est repoussé à l'année suivante en raison de la pandémie de Covid-19 qui a obligé la production à repousser le tournage.
En septembre 2021, HBO Max renouvelle la série pour une deuxième saison de dix épisodes. En janvier 2023, le service annonce l'annulation de la série, juste avant la diffusion l'épisode final de la saison.

### Distributions des rôles
En novembre 2019, Kristen Bell qui prêtait sa voix à Gossip Girl dans la série originale, signe pour reprendre le rôle dans la suite. Au début du mois de mars 2020, elle est suivie par Emily Alyn Lind, Whitney Peak, Johnathan Fernandez et Jason Gotey qui sont les premiers acteurs à rejoindre la distribution pour interpréter la nouvelle génération.
Quelques jours plus tard, la distribution principale est complétée par Tavi Gevinson, Thomas Doherty, Adam Chanler-Berat et Zión Moreno. En avril 2020, l'actrice Savannah Smith rejoint la distribution, sans plus de précisions.
En octobre 2020, Laura Benanti rejoint la distribution, sans plus de précisions. Début 2021, Donna Murphy et Elizabeth Lail rejoignent la série, sans plus de précisions sur leurs rôles ou leurs statuts,.

### Tournage
Comme la série originale, la série est tournée à New York, ville où se déroule son action. Le tournage devait commencer à la fin de mars 2020 mais fut repoussé en raison de la pandémie de Covid-19. Il démarre officiellement en novembre 2020.
En août 2022, un épisode de la seconde saison a été tourné à Rome en Italie.

### Fiche technique
- Titre original : Gossip Girl
- Développement : Joshua Safran, d'après la série littéraire de Cecily von Ziegesar
- Décors : Ola Maslik
- Costumes : Eric Daman
- Musique : Ariel Rechtshaid
- Producteur délégués : Joshua Safran, Josh Schwartz, Stephanie Savage, Leslie Morgenstein, Gina Girolamo et Karena Evans
- Sociétés de production : Fake Empire, Random Acts Productions, Alloy Entertainment, CBS Studios et Warner Bros. Television
- Sociétés de distribution : HBO Max (télévision, États-Unis) et Warner Bros. Television (globale)
- Pays d'origine :  États-Unis
- Langue originale : anglais
- Format : Couleur - 2.20 : 1 - 4K - son Dolby numérique
- Genre : série dramatique
- Durée : 56–59 minutes
- Public :
  -  États-Unis :  (interdit aux moins de 17 ans)

 Sauf indication contraire, les informations mentionnées dans cette section peuvent être confirmées par la base de données cinématographiques IMDb,  présente dans la section « Liens externes ».

## Épisodes
| Saisons | Saisons | Nombre d'épisodes | Diffusion originale | Diffusion originale |
| Saisons | Saisons | Nombre d'épisodes | Début de saison     | Fin de saison       |
| ------- | ------- | ----------------- | ------------------- | ------------------- |
|         | 1       | 12                | 8 juillet 2021      | 2 décembre 2021     |
|         | 2       | 10                | 1er décembre 2022   | 26 janvier 2023     |

### Première saison (2021)
Composée de douze épisodes, elle a été diffusée entre le 8 juillet et le 2 décembre 2021.
1. Une nouvelle dans l'Upper East Side (Just Another Girl on the MTA)
2. Peut-être (She's Having a Maybe)
3. Mensonges et tromperies (Lies Wide Shut)
4. Un anniversaire mouvementé (Fire Walks with Z)
5. La Fin de l'espoir (Hope Sinks)
6. Dommages parentaux (Parentsite)
7. Il était une fois dans l’Upper West Side (Once Upon a Time in the Upper West)
8. Scandale sur les réseaux (Posts on a Scandal)
9. À la poursuite de Julien (Blackberry Narcissus)
10. Annulation définitive (Final Cancellation)
11. Être là pour Julien (You Can't Take It with Jules)
12. RIP, Gossip Girl (Gossip Gone, Girl)

### Deuxième saison (2022-2023)
Composée de dix épisodes, elle a été diffusée entre le 1er décembre 2022 et le 26 janvier 2023.
1. Bal des délinquantes en robe bleue (Deb Brawl in a Blue Dress)
2. Devine qui vient dîner ce soir ? (Guess Who's Coming at Dinner)
3. Les grandes réputations (Great Reputations)
4. Vol au-dessus d'un nid de cocus (One Flew Over the Cucks's Nest)
5. Jeux, trains et automobiles (Games, Trains, and Automobiles)
6. Comment enterrer un millionnaire (How to Bury a Millionaire)
7. Mise à nu (Dress Me Up! Dress Me Down)
8. Y Lu's Mamá También
9. Souviens-toi le sommet dernier (I Know What You Did Last Summit)
10. Je suis Gossip (I Am Gossip)